# École de design Nantes Atlantique
Die École de design Nantes Atlantique ist eine private Einrichtung für technische Bildung, die sich der Gestaltungslehre widmet. Sie wurde 1988 gegründet und wird seit 1991 von der Industrie- und Handelskammer Nantes-Saint Nazaire verwaltet. Die Schule ist staatlich anerkannt und ist eine der beiden Schulen in ihrem Bereich, die einen von den Franzosen zertifizierten Abschluss in Design verleiht Ministerium für Höhere Bildung.
L’École de design ist Mitglied der Conférence des grandes écoles (höchste französische Hochschulbildung) und ist auch mit der Universität Nantes verbunden.